# 도루루
도루루는 개구리 중사 케로로에 등장하는 인물로서 개구리 중사 케로로의 영화판인 케로로 더 무비: 케로로 vs 케로로 천공대결전에 나오는 인물이다. 다크케로로 소대에 소속되어있는 인물이며 계급은 하사로 추정되는 인물이다.

## 도루루의 특징
온몸이 무기로 가득찬 케론인으로 중장비병 케론인으로 불린다. 기로로와 관계가 많은 케론인으로 케론군 훈련병 시절을 같이 보냈으나 사고를 쳐서 불명예 전역를 당하기도 하였다. 한동안 소식이 없다가 다크 케로로 소대에 편입된걸로 보이며 기로로를 능가하는 엄청난 화력을 보여준다. 양손에는 개틀링컨 암이 장착되어 있으며 모자의 늘어진 귀부분엔 빔 라이플을 모자 뒤에는 부스터 겸용 빔 캐논을 장착했다. 전투시엔 냉정하며 과묵하다 못해 언행이 하도 짦아서 문장도 아닌 단어로만 말하기도 한다.

## 도루루에 관한 이야기
처음에는 기로로를 능가하는 전투력으로 기로로를 열세로 내몰고 기로로를 위기로 내몰았으니 나츠미가 궁여지책으로 던진 컴벳 나이프의 지원을 받은 기로로의 공격에 패배해 재기상태로 돌아가며 극장판 끝에는 전투에 패배한 이후로 파마머리를 하기도 한다. 그동안 나온 케론인들중 전투력에선 정말 강력하며 상당히 냉혹한 성격을 가진 케론인중에 하나로 생각된다.